# Корабельный район (Николаев)
Корабельный район — административно-территориальная единица  Николаева.
Основан 23 декабря 1973 года Указом Президиума Верховного Совета УССР.
Тут жил строитель  Николаева М. Л. Фалеев, тут работали доктора Е. Дримпельман и Д. С. Самойлович.

## География
Корабельный район расположен на берегу Бугского лимана в 12 километрах от центра  Николаева.
Он включает Широкую Балку, Жовтневое, Балабановку и Кульбакино.
На севере граничит с Ингульским районом.
На северо-западной околице района обнаружены остатки древнегреческого городища IV—II ст. до н. э. и поселение первых столетий н. э.

## История
Первые сведения о населенном пункте датируются XIII в. В 1233 и 1236 гг. монголо-татары разрушили женский монастырь на этой территории.

### Витовка
Первое известное название населенного пункта происходит от имени литовского князя Витовта, который во время походов на татар в конце XIV в. построил тут укрепление и основал таможню для торговли с ними. В конце XVIII в. Витовка была единственным заселенным поселением на территории современного Николаева.
Витовка обозначена на карте французского инженера Боплана, который, будучи на службе польского короля в 1630—1648 гг., руководил строительством крепостей на юге Украины.
По Кючук-Кайнарджинскому мирному договору 1774 года Витовка вместе с другими населенными пунктами и землями отошла к России. Стремясь быстрее заселить отвоеванные земли, царское правительство раздало их русским и украинским помещикам, чиновникам и офицерам. Витовка досталась капитану Демскому, который привез сюда семьи крепостных из другой усадьбы. Однако во время русско-турецкой войны 1787—1791 гг. Витовка и земли вокруг неё были переданы в казенное ведомство. Вся эта местность оказалась в прифронтовой полосе, а 25 мая 1788 г. сюда прибыл фельдмаршал М. И. Кутузов, который искал переправу для штурма Очакова. Именно здесь летом 1788 г. начали строить временный лазарет для раненых и больных под Очаковом.

### Богоявленск
С 1789 г. (за ордером Потемкина от 27 августа 1789 г.) Витовка была переименована в Богоявленск и приобрела статус адмиралтейского поселения. Были выстроены дома для офицеров, сооружен дворец князя Потемкина, фонтан, был заложен большой сад, а также начато строительство усадьбы его племянницы и любовницы графини А. В. Браницкой.
Население Богоявленска пополнялось за счет переселенцев из Киевской, Черниговской, Могилевской, Московской губерний, освобожденных от флотской службы матросов, штурманов, мелких чиновников, адмиралтейских рабочих, крестьян-беженцев.
В селе построили казармы и госпиталь, который в течение 1788—1790 гг. возглавлял выдающийся врач Д. С. Самойлович.
В 1790 г. русский учёный агроном М. Г. Ливанов основал в Богоявленске сельскохозяйственную школу практического земледелия и животноводства, которая просуществовала до 1797 г. Первая двухклассная школа была открыта в 1869 г.
В 1877 г. Богоявленск переименован в посад и вошел в состав Херсонской губернии. Количество населения составило 7522 человека. Тут было 64 кустарных мастерских. Работали 30 пивных и бакалейных магазинчиков. Ежегодно в посаде проводились три ярмарки.
Со временем Богоявленск стал пригородом г. Николаева.
С 2016 года проспект Октябрьский был переименован в Богоявленский.

### Во времена Великой Отечественной войны
22 марта 1944 г. село было освобождено от немецко-фашистских захватчиков. Тут был сформирован легендарный десант под командованием К.Ольшанского. Житель села А. И. Андреев провел десант по заминированному Бугскому лиману к Николаеву. Ему, как и десантникам, было присвоено звание Героя Советского Союза. На берегу Южного Буга, откуда начинался десант, стоит обелиск, а в центре района — памятная стела в честь 68 десантников.

### Широкая Балка

#### Во времена Великой Отечественной войны
Во время боевых действий в южной части Советского Союза (на юге Украины), под городом Николаевом в районе Широкой Балки, Ойген Риттер фон Шоберт и его пилот погибли, когда их самолет наблюдения Fieseler Fi.156 Storch сел на советское минное поле.

## Образование

### Библиотеки
Библиотека-филиал № 18 ЦБС для взрослых (тел. 25-60-01)
Библиотека-филиал № 8 ЦБС для детей (тел. 25-40-50)

### Учебные заведения
Детская школа искусств № 2 (тел. 25-23-50)
Центр детского творчества
Школа № 1 им. О.Ольжича (тел. 63-45-54)
Школа № 29
Школа № 33 (тел. 25-49-26, 25-33-02)
Школа № 40 (тел. 25-21-33)
Школа № 43 им. К. Ф. Ольшанского (тел. 25-32-97)
Школа № 44 (Кульбакино)
Школа № 47 (тел. 25-61-52, 25-40-32)
Школа № 48
Школа № 49
Школа № 54
Гимназия № 3
Экономический лицей № 1
ВПТУ № 1
ВПТУ № 7
ВПТУ № 25

## Медицина
Центральная больница Жовтневого района (ЦРБ)
Детская консультация (при ЦРБ)
Южный медицинский центр (Женская консультация)